# 최면

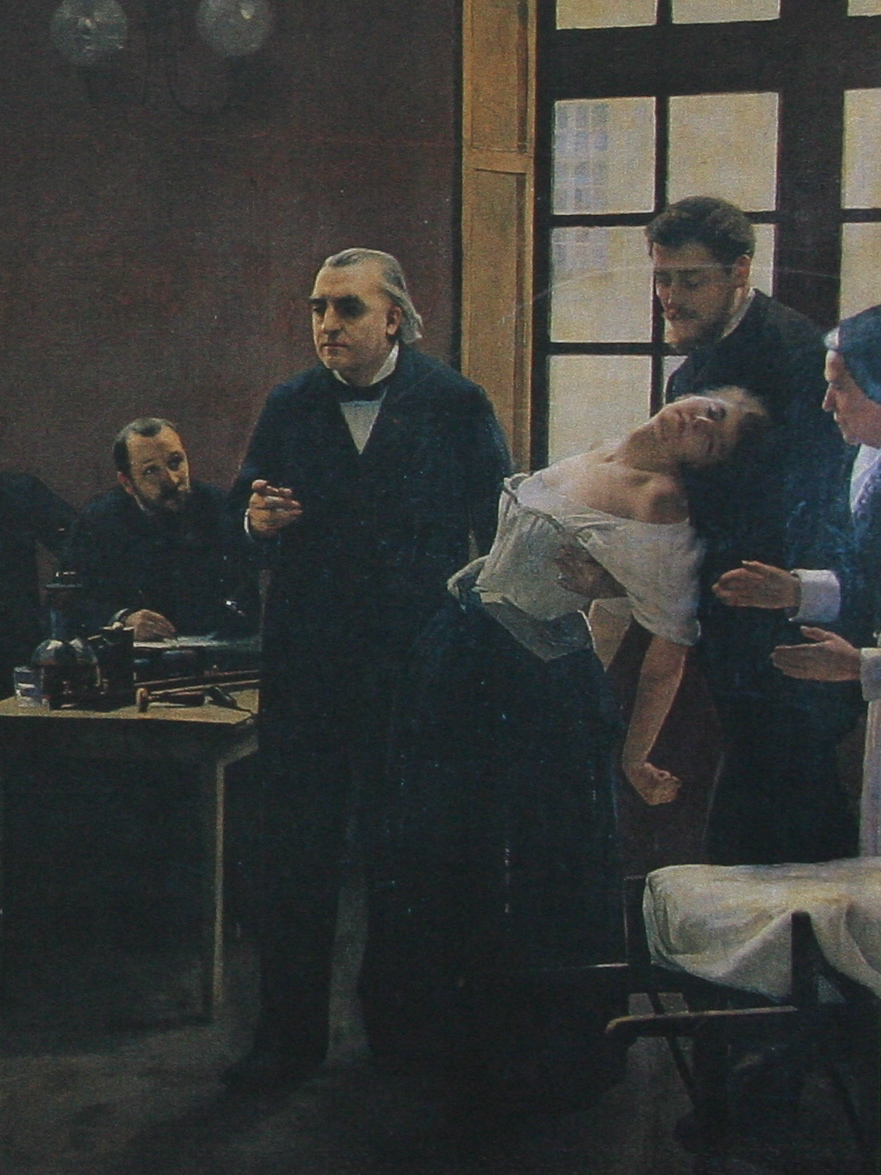
파리 Salpêtrière 병원의 장 마르탱 샤르코(Jean-Martin Charcot) 교수(왼쪽)가 히스테리성 환자(오른쪽) Blanche Marie Wittman을 최면술을 이용해 치료하고 있다. 환자를 부축하고 있는 사람은 조셉 바빈스키.

최면 또는 최면 상태(催眠, Hypnosis, 그리스어의 잠을 뜻하는 hypnos에서 온 말)는 암시에 반응하는 능력이 향상된 몰입된 상태를 뜻한다. 내면에 몰입한 최면 상태는 '잠과 비슷한 무의식에 빠져든 상태'로 오해되는 경우가 많았다. 최면상태에 들어간 사람을 관찰해보면 잠을 자고 있는 것처럼 정신이 몽롱해 보이기도 하고, 또는 그를 그런 상태로 만든 사람의 지시에 따라 행동하는 것처럼 보였기 때문이다. 하지만 미국심리학회(APA)에서는 최면이 '암시(suggestion)에 반응하는 능력이 향상되어 지엽적인 것들에 대한 의식은 감소하고, 초점화된 집중력을 누리는 의식상태'로 정의하고 있다.
최면현상에서 암시는 중요한 요소로 19세기 동안에는 주로 암시기법에 의존해 치료결과를 얻고자 했다. 최면은 화학적 마취제가 개발되기 전 주로 외과수술을 위한 통증 제어 수단으로 사용되다가 프로이드가 히스테리 치료를 위해 어린시절 트라우마를 다루는 수단으로 사용했다.
최면은 세계대전이 발발하면서, 포탄쇼크(shell shock)라고 알려진 외상 후 스트레스 장애(PTSD) 증상 해결에 효과를 보이면서 치료기법으로서 유명세를 타기 시작했다. 1960년대 들어와서는 인지적 무의식적 정보처리에 대한 관심으로 최면에 대한 연구가 크게 증가하였으며, 2000년대 이후로는 의학과 심리학 뿐만 아니라 인지적 신경과학 영역에서 최면연구가 활발하게 진행되고 있는 추세이다.
최면은 심리치료 효과를 촉진해주는 장점이 많은 것으로 밝혀졌지만, 일반 대중에 퍼져있는 최면에 대해 오해들로 인해 심리치료 장면에서 활용이 주저되곤 했다. 최면에 대한 대표적인 오해로는 최면암시를 거부할 수 없고 조종당한다거나, 최면이 잠자는 상태와 같아서 피험자가 스스로를 통제할 수 없다는 두려움 등이 있다. 하지만 대부분의 최면 피험자들은 최면상태가 잠자는 상태가 아니라 몰입 상태였다고 보고하였으며, 피험자가 원하지 않는 암시들은 거부할 수 있다.
최면은 혼수상태와 같이 정신을 잃는 것과는 많이 다르다. 자신이 원하지 않을 경우에는 최면상태에 들어가지지가 않는다. 그리고 최면상태에 들어가 있다고 하더라도 밝히고 싶지 않은 비밀은 말하지 않을 수도 있다.

## 최면치료
심인적 증상에 대한 정서적 경험을 회상해냄으로써 이를 이해하고 나아가 도울 수 있는 방법으로서 최면을 치료 목적으로 사용하기도 한다.

## 수술시 사용
이전에는 마취도구가 없었으므로, 병원에서는 최면을 통해 마취를 하였다. 하지만 최면이 자꾸 깨는 사람들은 이 방법이 통하질 않아서, 이 방법으로만은 모든 사람들을 마취시킬 수가 없었다.

## 같이 보기
- 잠재의식
- 정신분석
- 신경언어학
- 쓸모없는 암 치료 요법 목록
- 트랜스 (심리학)
- 알프레드 비네
- 최면치료
- 진정제